# Ctenomys pilarensis
Ctenomys pilarensis és una espècie de mamífer rosegador de la família dels ctenòmids. És endèmic de l'est del Paraguai. El seu hàbitat natural són les zones de sòl sorrenc, com ara als camps de mandioca. Està amenaçat pel fet que se'l considera una plaga agrícola.
El seu nom específic es refereix a la ciutat de Pilar, situada a prop de la localitat tipus d'aquest animal.